# Soyons amis !
Pour plus de détails, voir Fiche technique et Distribution.
Soyons amis ! est un court métrage français réalisé par Thomas Bardinet et sorti en 1997.

## Synopsis
Un metteur en scène débutant a rendez-vous avec une comédienne renommée.

## Fiche technique
- Titre : Soyons amis !
- Réalisation : Thomas Bardinet
- Scénario : Thomas Bardinet
- Photographie : Matthieu Poirot-Delpech
- Son : François Maurel
- Montage : Joseph Guinvarc'h
- Costumes : Josepha Prada-Tors
- Société de production : Sérénade Productions
- Productrice déléguée :  Bénédicte Mellac
- Pays d'origine :  France
- Format : couleurs - 35 mm
- Durée : 15 min
- Date de sortie : mai 1997

## Distribution
- Arielle Dombasle
- Thomas Bardinet
- Catherine Le Hénan
- Catherine Vinatier
- François Chattot
- Michel Jeanjean
- Jeanne Videau

## Distinctions

### Prix
- 1997 : Prix Jean-Vigo[1]
- 1997 : Prix du meilleur court métrage français décerné par le syndicat de la critique au Festival de Cannes[2]

### Sélections
- 1997 : Festival de Cannes (sélection de la Quinzaine des réalisateurs)[3]
- 1998 : Les Lutins du court-métrage
- 1999 : Soleure (Suisse) - Journées cinématographiques
- 1999 : Filmwinter - Festival de Stuttgart